# Фонтено
Фонтено (итал. Fonteno) је насеље у Италији у округу Бергамо, региону Ломбардија.
Према процени из 2011. у насељу је живело 665 становника. Насеље се налази на надморској висини од 655 м.

## Становништво
Према резултатима пописа становништва 2011. у општини је живело 685 становника.
| 1936. | 1951. | 1961. | 1971. | 1981. | 1991. | 2001. | 2011. |
| ----- | ----- | ----- | ----- | ----- | ----- | ----- | ----- |
| 835   | 949   | 886   | 764   | 677   | 724   | 697   | 685   |